# ぼくらの戦国白球伝
『ぼくらの戦国白球伝』（ぼくらのせんごくはっきゅうでん）は、魚住青時による漫画作品。『週刊少年マガジン』（講談社）で2006年20号まで連載していたギャグ中心の野球戦国漫画。全28回。

## あらすじ
野球大好きな少年、吉田君。ある日、いつものように練習していると突如雷に撃たれてしまった。気がつくとそこは戦国時代のど真ん中だった。

## 登場人物

### 織田軍
吉田裕志（よしだ ゆうじ）
主人公、投手。野球オタクで野球の話をすると一時間は軽く話し続ける。女好き。カーブが投げられる。
当初戦国時代に来たときは震えていたが、現在は普通に慣れている。
実は織田信長の傍流の子孫。
織田信長（おだ のぶなが）
歴史的にもとても有名な人物。マッチョ。フォークボールが投げられる。
吉田の話を聞き、野球こそ武士に相応しいと思い、野球で天下を取ることを宣言。
馬鹿殿かと思われたが、そうでもないらしい。
木下本吉郎（きのした ポンきちろう）
後の豊臣秀吉。足が速い。
初試合で結果を残した際、藤吉郎（とうきちろう）から悶吉郎（もんきちろう）となる。
その後、本吉郎へ。
明智光秀（あけち みつひで）
織田軍の参謀。この時は裏切っていない。しかしいつも信長に虐待されている。
柴田勝家（しばた かついえ）
新参者が嫌い。
お市（おいち）
信長の妹。織田軍のマネージャーを務めている。かなりの美少女だが、髷と髭でしか信長を判断できない。
海三（かいぞう）
織田軍の忍者。吉田の護衛で、忍術が苦手で、お涼にあっさり気絶させられたりしている。

### 徳川軍
徳川家康（とくがわ いえやす）
幼名は松平竹千代。智も高かったため人質先の尾張では人気があったが、吉法師（後の信長）を怖がり漏らしてしまい、運千代と呼ばれ、蔑まれた。
そのため、信長に怨みを抱いている。
服部半蔵（はっとり はんぞう）
徳川家の忍者。いつも逆さま。頻繁に家康をからかっている。
お涼（おりょう）
徳川家のくノ一。吉田を毒殺する為に潜入するが失敗。
現在は織田軍の血亜牙有。密かに吉田に想いを抱いている。この漫画のお色気担当。

### 武田・上杉軍
武田信玄（たけだ しんげん）
甲斐国の当主。かなりの威圧感を持っている。
真田昌幸（さなだ まさゆき）
甲斐国のピッチャー。美形で、カーブが投げられる。息子の真田幸村は未登場。
山本勘助（やまもと かんすけ）
甲斐国の選手。練習試合のときの主将として登場。
飛び加藤（とびかとう）
甲斐国のピッチャー。史実と異なり、殺されていたのは周囲を欺く為の偽の情報で、生きていた。手裏剣を投げる要領でのカーブ投げをマスターしている。本名は加藤 段蔵（かとう だんぞう）。
上杉謙信（うえすぎ けんしん）
越後国の当主。変わり者だが車懸かり投法が使えるため、ただの鈍才ではない。
単行本の余白ページ収録のおまけ漫画『謙信もて軍神サーガ』では主役を務める。

## コミックス
2006年6月16日に発売。ISBN 9784063636871